# Секрет мудрости
«Секрет мудрости» (англ. The Better Part of Wisdom) — рассказ Рэя Брэдбери, написанный в 1975 году. Впервые опубликован в журнале «Harper’s Weekly» 6 сентября 1976 года, в том же году издан в составе сборника рассказов Брэдбери «Далеко за полночь» (англ. Long After Midnight). В дальнейшем входил в некоторые собрания произведений Брэдбери, в том числе в авторское избранное «Рассказы Рэя Брэдбери» (англ. The Stories of Ray Bradbury; 1980), состоявшее из 100 рассказов. Кроме того, рассказ был перепечатан в журнале «After Stonewall: A Critical Journal of Gay Liberation» (1977, № 4).

## История создания
Первоначально Рэем Брэдбери была написана одноимённая одноактная пьеса. В основу её отчасти легли впечатления Брэдбери от пребывания в Ирландии в ходе работы над сценарием и съёмками фильма «Моби Дик». В рамках Недели Рэя Брэдбери, состоявшейся в 2010 году в Лос-Анджелесе в ознаменование 90-летия писателя, актёры Джеймс Кромвелл и Шеймус Девер в присутствии автора представили пьесу публике.

## Сюжет
Старик-ирландец, извещённый врачами о том, что из-за тяжёлой болезни дни его сочтены, отправляется навестить на прощанье своих родных, живущих в разных городах Великобритании, и без предупреждения приезжает к своему внуку Тому. Уютная квартира Тома заставляет старика предположить, что внук живёт с девушкой, — но оказывается, что с Томом живёт другой юноша, Фрэнк. Чтобы не мешать встрече Тома с дедушкой, Фрэнк уходит, а потрясённый старик рассказывает внуку, что самым, пожалуй, счастливым и острым воспоминанием в его жизни осталась случившаяся с ним, когда ему было 12 лет, недолгая дружба с мальчиком-цыганом из бродячего цирка. Ранним утром старик покидает дом, напоследок потрепав спящего внука по щеке, и встречает на пороге возвращающегося Фрэнка, завещая ему беречь Тома. Фрэнк подходит к спящему Тому — и, «словно неведомое чутьё ему подсказало, дотронулся до щеки, в точности там, где на прощанье — и пяти минут не прошло — легла рука старика».

## Критическое восприятие
Критик Ральф Сперри, рецензируя сборник «Далеко за полночь» в журнале «Best Sellers» (декабрь 1976 года), отмечал, что рассказ «Секрет мудрости» — «самое чувствительное, самое сдержанное, самое привлекательное изображение гомосексуальности», которое ему приходилось встречать.

## «Секрет мудрости» в России
Рассказ Брэдбери был переведён на русский язык Норой Галь в 1977 году и остался неопубликованным при жизни переводчицы. По словам внука Норы Галь, литератора и гей-активиста Дмитрия Кузьмина, «бабушка оставила мне и сугубо приватное завещание — рассказ Брэдбери „Секрет мудрости“, про дедушку из провинции, перед смертью приехавшего в столицу навестить любимого внука и обнаружившего, что внук живёт с мальчиком: перевела она его в 1977-м, когда мне было восемь лет, и положила в стол, а я его достал оттуда в 1991-м, после её смерти, и опубликовал в одном из первых номеров второго по счёту российского гей-журнала „РИСК“».